# Laurinburg
Laurinburg es una ciudad ubicada en el condado de Scotland en el estado estadounidense de Carolina del Norte. En el año 2000 tenía una población de 15.874 habitantes y una densidad poblacional de 494.3 personas por km².

## Geografía
Laurinburg se encuentra ubicada en las coordenadas 34°45′53″N 79°28′13″O / 34.76472, -79.47028.

## Demografía
Según la Oficina del Censo en 2000 los ingresos medios por hogar en la localidad eran de $29.064, y los ingresos medios por familia eran $37.485. Los hombres tenían unos ingresos medios de $31.973 frente a los $25.243 para las mujeres. La renta per cápita para la localidad era de $16.165. Alrededor del 19.7% de las familias y del 23.6% de la población estaban por debajo del umbral de pobreza.

## Ciudades hermanas
- Oban, Escocia